# Primitive Love
Primitive Love es el nombre del noveno álbum de estudio de la banda Miami Sound Machine. Fue lanzado al mercado el 13 de agosto de 1985. Se vendieron más de 10 millones de copias a nivel mundial. 
Una versión de 2 CD remasterizada del álbum fue programada para el 31 de marzo de 2017 por Vibe on Records, pero fue pospuesta porque Estefan trabajaba en su nuevo álbum en ese momento. Hasta la fecha no hay una fecha establecida para el relanzamiento; sin embargo, la lista de canciones fue revelada al público: incluirá cinco canciones que no se habían lanzado anteriormente en CD, dieciséis remixes, dos canciones de la banda sonora, un demo y la versión en español de "Words Get in the Way".

## Información general
Este álbum fue un seguimiento de la banda de versiones anteriores en todos los sentidos, en la música, en ritmos y en la voz de Gloria Estefan. En versiones anteriores de Miami Sound Machine no había mucho para alcanzar en el camino del éxito crossover. Sin embargo, con el lanzamiento de Primitive Love el 13 de agosto de 1985, su sonido característico fue finalmente escuchados por un público más amplio, tanto en los Estados Unidos y en el extranjero. 
Este álbum de la banda fue la primera aparición en los charts de Estados Unidos, alcanzando # 23 en el Billboard 200. El álbum que terminó el año 1986 en el número diez de esta lista.
Todos los sencillos de este álbum publicado alcanzaron el Top 40 del Billboard Hot 100: "Conga" alcanzó el # 10; "Bad Boy" alcanzó el número 8, "Words Get in the Way", alcanzó la posición más alta , en el número 5, y "Falling in Love (Uh-Oh)" alcanzó el # 25.
A partir de 2008, el álbum ha vendido más de 6 millones y medio de copias en todo el mundo.

## Lista de canciones
| #   | Título                    | Escritor(es)                  | Duración |
| --- | ------------------------- | ----------------------------- | -------- |
| 1.  | "Body to Body"            | S. Carr, L. Dermer, J. Galdo  | 3:56     |
| 2.  | "Primitive Love"          | L. Dermer, J. Galdo, R. Vigil | 4:42     |
| 3.  | "Words Get in the Way"    | G. Estefan                    | 3:23     |
| 4.  | "Bad Boy"                 | L. Dermer, J. Galdo, R. Vigil | 3:53     |
| 5.  | "Falling in Love (Uh-Oh)" | L. Dermer, J. Galdo, R. Vigil | 3:58     |
| 6.  | "Conga"                   | E. García                     | 4:11     |
| 7.  | "Mucho Money"             | L. Dermer, J. Galdo, R. Vigil | 4:44     |
| 8.  | "You Made a Fool of Me"   | W. B. Wright                  | 2:54     |
| 9.  | "Movies"                  | L. Dermer, J. Galdo, R. Vigil | 2:57     |
| 10. | "Surrender Paradise"      | S. Carr, L. Dermer, J. Galdo  | 4:50     |

### Bonus Track Edición Latinoamericana
| #   | Título         | Escritor(es) | Duración |
| --- | -------------- | ------------ | -------- |
| 11. | "Hablas de Mí" | Piloto       | 3:40     |

### LP/Cassette Edición Latinoamericana (Lanzado en Venezuela el 06/08/1985)
| #   | Título                                           | Escritor(es)                  | Duración |
| --- | ------------------------------------------------ | ----------------------------- | -------- |
| 3.  | "No Me Vuelvo A Enamorar (Words Get in the Way)" | G. Estefan                    | 3:23     |
| 6.  | "Conga (Remix por Pablo Flores)"                 | E. García                     | 6:02     |
| 7.  | "Mucho Money (Spanish)"                          | L. Dermer, J. Galdo, R. Vigil | 4:44     |
| 10. | "Hablas de Mí"                                   | Piloto                        | 3:05     |

Hablas de mi es la versión original Pop-Balada, la cual lanzaría después Gloria en su álbum Mi Tierra (1993) en Balada

## Posición en las listas
| Listas (1985)                   | Mejor Posición |
| ------------------------------- | -------------- |
| U.S. Billboard Top 200 Albums   | 23             |
| U.S. Billboard Latin Pop Albums | 1              |

## Certificaciones
| País           | Certificación | Ventas     |
| -------------- | ------------- | ---------- |
| Alemania       | Platino       | 100 000    |
| Australia      | 5x Platino    | 450 000    |
| Austria        | 3x Platino    | 45 000     |
| Dinamarca      | Oro           | 10 000     |
| España         | Oro           | 25 000     |
| Nueva Zelanda  | Platino       | 15 000     |
| Francia        | Oro           | 50 000     |
| Reino Unido    | 2x Platino    | 600 000    |
| Brasil         | 4x Platino    | 400 000    |
| Canada         | 3x Platino    | 240 000    |
| Japón          | 3x Platino    | 750 000    |
| Estados Unidos | 3x Platino    | 3 000 000  |
| Worldwide      |               | 12 000 000 |